# 23718 Horgos
Horgos (asteroide 23718) é um asteroide da cintura principal, a 2,0825748 UA. Possui uma excentricidade de 0,1889016 e um período orbital de 1 502,75 dias (4,12 anos).
Horgos tem uma velocidade orbital média de 18,58785193 km/s e uma inclinação de 1,43519º.
Este asteroide foi descoberto em 2 de Abril de 1998 por Krisztián Sárneczky, László Kiss.